# Ortopla iarbasalis
Ortopla iarbasalis är en fjärilsart som beskrevs av Walker 1858. Ortopla iarbasalis ingår i släktet Ortopla och familjen nattflyn. Inga underarter finns listade i Catalogue of Life.